# Coby Mayo
Coby Gerald Mayo (Coral Springs, Florida, 10 de diciembre de 2001), más conocido como Coby Mayo, es un jugador profesional estadounidense de béisbol que se desempeña en la posición de tercera base en Baltimore Orioles, equipo de las Grandes Ligas de Béisbol (MLB).

## Carrera
En 2024, Mayo hizo su debut en la MLB con el equipo Baltimore Orioles, donde lleva jugando una temporada.